# Goldebæk (Sydslesvig)
Goldebæk (dansk) eller Goldebek (tysk) er en landsby og kommune beliggende i afstand af omtrent 25 kilometer fra såvel Flensborg som Husum og Nibøl på Midtsletten i det centrale Sydslesvig. Administrativt hører kommunen under Nordfrislands kreds i den nordtyske delstat Slesvig-Holsten. Den samarbejder på administrativt plan med andre kommuner i omegnen i kommunefællesskab Midterste Nordfrisland (Amt Mittleres Nordfriesland). I kirkelig henseende hører Goldebæk under Joldelund Sogn. Sognet lå i Nørre Gøs Herred (Bredsted Amt), da Slesvig var dansk indtil 1864.
Den sydslesvigske landsby kaldes på sønderjysk Goljbæk. Kommunen omfatter også den syd for byen ved vandløbet Goldebæk (Goldeb. møllestrøm) beliggende udflyttede bebyggelse Hegnsbæk (på dansk også Hejnsbæk, på tysk Heinsbek), Sønderhuse (også Sønder Lindaa, Süderhuus), Sønderland og enkelte koloniststeder.
Byen Goldebæk er første gang nævnt 1321. Stednavnet er afledt af gold (≈ufrugtbar, sml. oldnordisk gelgja), hvlket passer godt på egnens beskaffenhed og den sandige jord. På ældre dansk skrives stednavnet Goldbæk . Stednavnet Hegnsbæk er afledt af hegn, svarende til marknavnet Hegned for arealerne syd for Goldebæk. Sønderhuse er et andet navn for Sønder Lindå (sml. Sønder og Øster Lindå nord for Lindåen i Lindved Kommune). Ved Goldebæk Møllestrøm ved Hegnsbæk var der tidligere en vandmølle.
Kommunen er præget af landbrugserhvervet.